# Комсомольське сільське поселення (Чернишевський район)
Комсомо́льське сільське поселення (рос. Комсомольское сельское поселение) — сільське поселення у складі Чернишевського району Забайкальського краю Росії.
Адміністративний центр — село Комсомольське.

## Населення
Населення сільського поселення становить 1645 осіб (2019; 1835 у 2010, 2403 у 2002).

## Склад
До складу сільського поселення входять:
| Населений пункт     | Населення, осіб (2002) | Населення, осіб (2010) |
| ------------------- | ---------------------- | ---------------------- |
| Ареда, селище       | 571                    | 380                    |
| Багульний, селище   | 573                    | 464                    |
| Комсомольське, село | 1259                   | 991                    |